# Gerbera raphanifolia
Gerbera raphanifolia là một loài thực vật có hoa trong họ Cúc. Loài này được Franch. mô tả khoa học đầu tiên năm 1888.